# Метт Морріс
Метт Мо́рріс (англ. Matt Morris) — британський інженер та конструктор болідів Формула-1.
У 1997 році Морріс закінчив Університет Ковентрі за спеціальністю машинобудування, незабаром приєднавшись до компанії Cosworth. Залишався в Cosworth до 2006 року, після чого приєднався до Вільямса, де пробув вісім років, перш ніж приєднатися до Sauber в 2011 році. Морріс швидко піднявся кар'єрними сходами в Sauber, і став їх головним дизайнером, посаду, яку він обіймав два сезони, перш ніж повернутися до Великої Британії як головний інженер McLaren у 2013 році, яку він обіймав до 26 липня 2018 року, коли подав у відставку.